# Enallagma exsulans
Enallagma exsulans är en trollsländeart som först beskrevs av Hagen 1861.  Enallagma exsulans ingår i släktet Enallagma och familjen dammflicksländor. IUCN kategoriserar arten globalt som livskraftig. Inga underarter finns listade i Catalogue of Life.

## Bildgalleri

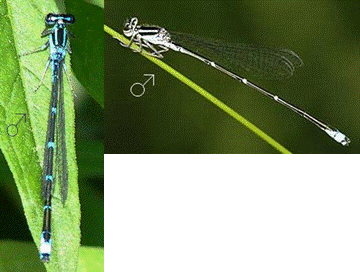